# Железная соль трилона Б
Желе́зная соль трило́на Б (этилендиаминтетрауксусной кислоты железо (III) мононатриевая соль, трилона Б железный комплекс) — органическое соединение, хелатный комплекс трёхвалентного железа и трилона Б c химической формулой C10H12FeN2NaO8. Используется в цветной фотографии как отбеливатель и как моллюскоцид в сельском хозяйстве и садоводстве.

## История
Составы фиксирующе-отбеливающих смесей на основе железной соли трилона Б были впервые предложены в Германии в 1944 г. В. Шнайдером. В настоящее время (2017 г.) почти все процессы химической цветной фотографии перешли на использование отбеливателей на железной соли трилона Б, за исключением некоторых вариантов процесса ECN-2.

## Физические и химические свойства
Жёлтый или жёлто-коричневый порошок, хорошо растворим в слабокислых, нейтральных и слабощелочных водных растворах, нерастворим в сильно кислой и сильно щелочной среде. Разлагается при 310 °C, молярная масса вещества — 367,047 г/моль, кристаллогидрата (C10H12FeN2NaO8 · 2H2O) — 403,08 г/моль.
Является очень слабым окислителем, имеет потенциал ниже (EOx/Red = +0,117 В), чем у феррицианида калия (EOx/Red = +0,36 В), что позволяет селективно окислить металлическое серебро, но в то же время избежать окисления других компонентов цветной фотографической эмульсии и тем самым снизить вероятность появления вуали отбеливания. Последующая обработка в фиксирующем растворе превращает окисленное серебро в растворимую соль для удаления его из эмульсии.
Вместе с тиосульфатом натрия она позволяет получить стабильный фиксаж-отбеливатель (бликс), позволяющий совместить фиксирующую и отбеливающую ванну и тем самым сократить количество стадий обработки. В таких отбеливающе-фиксирующих растворах процесс отбеливания железной солью трилона Б идёт параллельно с процессом фиксирования и может быть выражен следующей формулой:
{\displaystyle Ag+Na[Fe(III)\cdot EDTA]+nNa_{2}S_{2}O_{3}\longrightarrow Na_{2}[Fe(II)\cdot EDTA]+Na_{2n-1}[Ag(S_{2}O_{3})_{n}]}
Активность отработанных растворов можно восстановить пропусканием воздуха, при этом образовавшийся феррокомплекс окисляется обратно в феррикомлекс:
{\displaystyle 2Na_{2}[Fe(II)\cdot EDTA]+{\tfrac {1}{2}}O_{2}+H_{2}O\longrightarrow 2Na[Fe(III)\cdot EDTA]+2NaOH}
Замена тиосульфата натрия на тиосульфат аммония позволяет значительно повысить активность раствора и ускорить обработку.
Извлечение серебра из отработанных растворов с железной солью трилона Б затруднено, наиболее эффективным является электролитический метод, осуществляемый при сверхвысоких плотностях тока. Извлечённое серебро окрашено в коричневый цвет, имеет чистоту около 96 %, в растворах после электролитического извлечения остаётся неизвлечённое серебро в количестве 0,5—1 г/литр.

## Получение
Получают из трилона Б и трёххлористого железа либо других солей трёхвалентного железа.

## Применение
В цветной фотографии железную соль трилона Б используют для приготовления отбеливающих растворов при обработке цветных фотоплёнок и бумаг.
В сельском хозяйстве и садоводстве применяется для уничтожения слизней и улиток.
В биотехнологии применяется как один из компонентов питательных сред для культивирования растений, например в среде Мурасиге — Скуга.